# Aad Reijgersberg
Aad Reijgersberg (Wateringen, 1 mei 1945) is een voormalig profvoetballer van Fortuna Vlaardingen en Excelsior.
Reijgersberg maakte eind jaren zestig zijn debuut in het betaalde voetbal bij Fortuna Vlaardingen. Met de Vlaardingers speelde de aanvaller afwisselend in de eerste en tweede divisie. Pas in 1975 debuteerde hij namens Excelsior op het hoogste niveau. Reijgersberg slaagde er echter niet in een basisplaats op Woudestein te veroveren en nam datzelfde jaar afscheid van het betaalde voetbal.

## Carrièrestatistieken
| Seizoen         | Club                | Land            | Competitie      | Competitie | Competitie | Beker | Beker | Internationaal | Internationaal | Overig | Overig | Totaal | Totaal |
| Seizoen         | Club                | Land            | Competitie      | Wed.       | Dlp.       | Wed.  | Dlp.  | Wed.           | Dlp.           | Wed.   | Dlp.   | Wed.   | Dlp.   |
| --------------- | ------------------- | --------------- | --------------- | ---------- | ---------- | ----- | ----- | -------------- | -------------- | ------ | ------ | ------ | ------ |
| 1970/71         | Fortuna Vlaardingen | Nederland       | Tweede divisie  | –          | 6          | –     | 0     | 0              | 0              | 0      | 0      | –      | 6      |
| 1971/72         | Fortuna Vlaardingen | Nederland       | Eerste divisie  | –          | –          | –     | –     | 0              | 0              | 0      | 0      | –      | –      |
| 1972/73         | Fortuna Vlaardingen | Nederland       | Eerste divisie  | –          | –          | –     | 0     | 0              | 0              | 0      | 0      | –      | –      |
| 1973/74         | Fortuna Vlaardingen | Nederland       | Eerste divisie  | –          | –          | 1     | 1     | 0              | 0              | 0      | 0      | –      | 1      |
| 1974/75         | FC Vlaardingen '74  | Nederland       | Eerste divisie  | –          | –          | –     | 0     | 0              | 0              | 0      | 0      | –      | –      |
| 1974/75         | Excelsior           | Nederland       | Eredivisie      | 14         | 4          | 0     | 0     | 0              | 0              | 0      | 0      | 14     | 4      |
| Carrière totaal | Carrière totaal     | Carrière totaal | Carrière totaal | –          | –          | –     | 0     | 0              | 0              | 0      | 0      | –      | –      |